# Przybyszów (Kroczyce)
Przybyszów – część wsi Kroczyce w Polsce położona w województwie śląskim, w powiecie zawierciańskim, w gminie Kroczyce.
W latach 1975–1998 Przybyszów położony był w województwie częstochowskim.